# サイダ
サイダ、サイダー（Saida）＝シドン（Sidon）は、レバノン第3の都市で、南レバノン県の県都である。シドンはアラビア語で「漁場」「漁師」を意味する。ギリシャ人は「花に富む街」と呼んだ。
レバノン内戦時には、首都ベイルート同様、イスラエル軍による攻撃にさらされて、市街は荒廃した。内戦終結後は、急速に復興して、ベイルート、トリポリと共に国立サイダ競技場を会場に2000年のアジアカップを開催し、日本にもその名を広めた。首相を務めたラフィーク・ハリーリーの生地。
古くはフェニキアの主要都市国家シドンとして繁栄しており、遺跡も発掘されている。紀元前5世紀にフェニキア人が建てたエシュムーン神殿遺跡がある。この遺跡の帯状彫刻には、酔った男達の姿、薄着をまとった神々の様子が生き生きと描かれており、フェニキア時代の人々の生活を知ることができる。アレクサンドロス石棺や他の王の石棺にある彫刻は、いずれもシドンで発見されたものである。

## 歴史
紀元前19、18世紀頃、古代エジプト王朝の支配下で最盛期を迎えた。
創世記でイスラエルが獲得すべき領域の北限としてシドンが設定される(創世記49:13)。しかし現実にはシドン人を駆逐できずイスラエル人は他の偶像と共にシドンの神を崇めた(士師記1:13、士師記10:6)。列王記上16:32では北イスラエル王アハブにシドン王の娘イゼベルが嫁ぎ、イスラエルが堕落に陥る描写がある。
1110年12月4日、シドンは第1回十字軍に占領され、エルサレム王国の重要な領地であるシドン地方の支配の中心地となった。その後も十字軍により何度か占領され、1249年にサラセンによって街は破壊された。1260年にはモンゴル人によって再度破壊された。17世紀のオスマン帝国による支配を経て、商業的に重要な街となった。

## ギャラリー

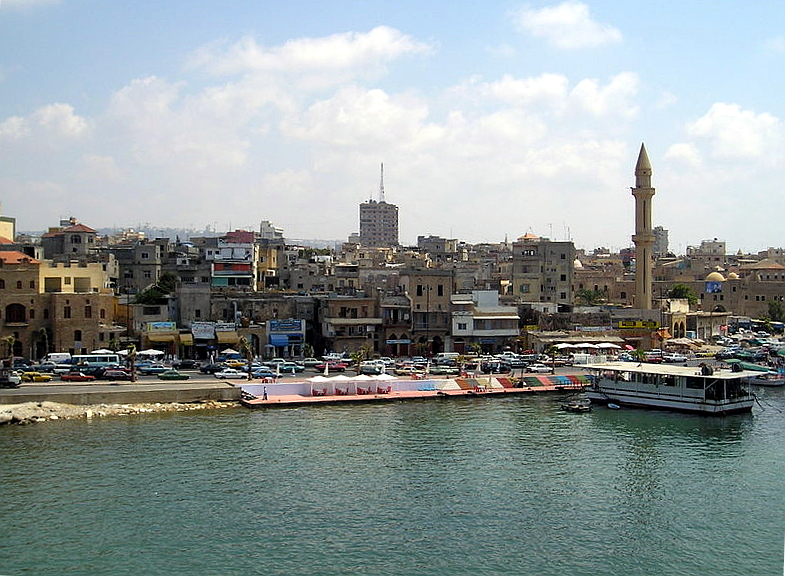
旧市街
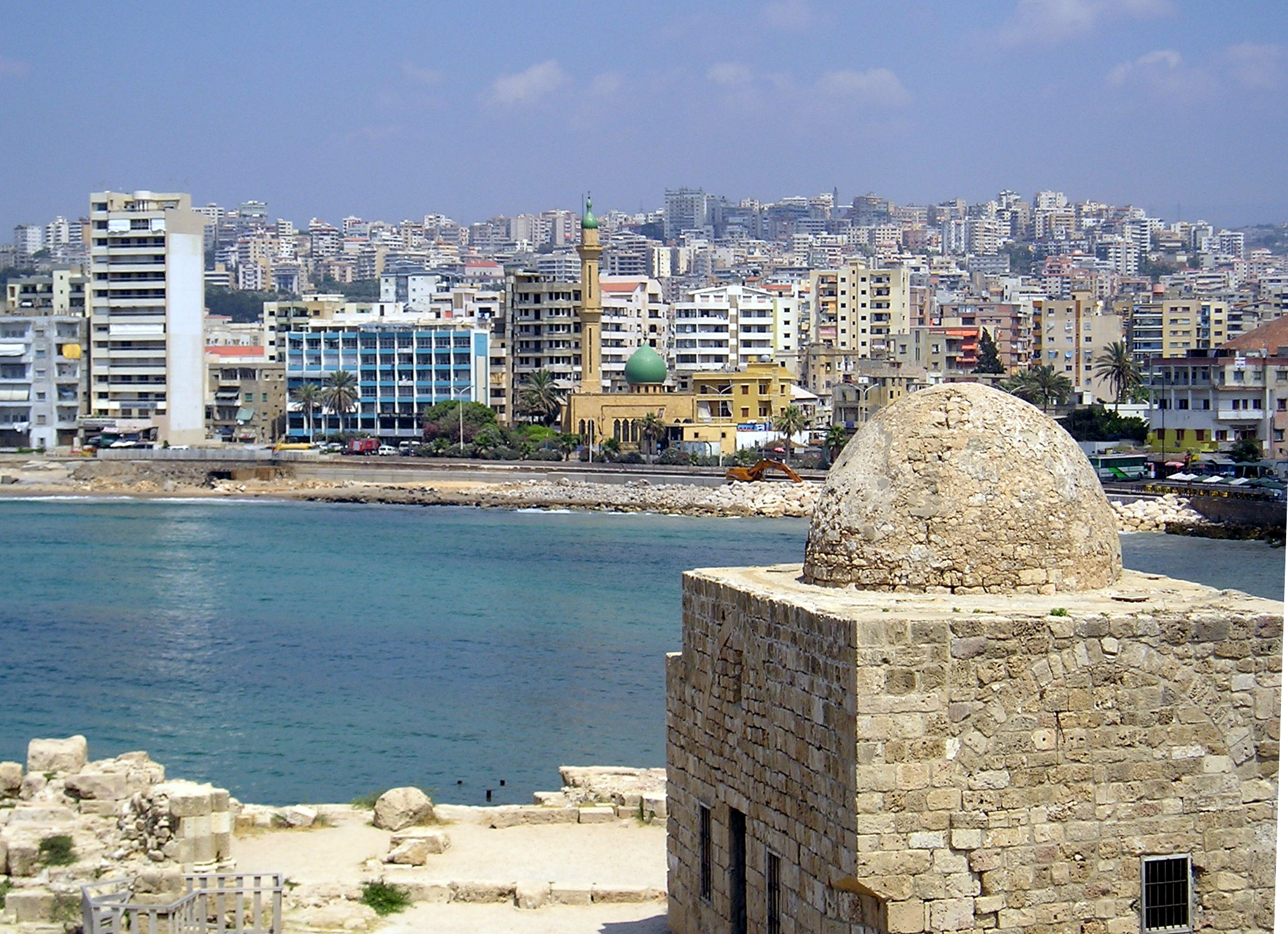
新市街
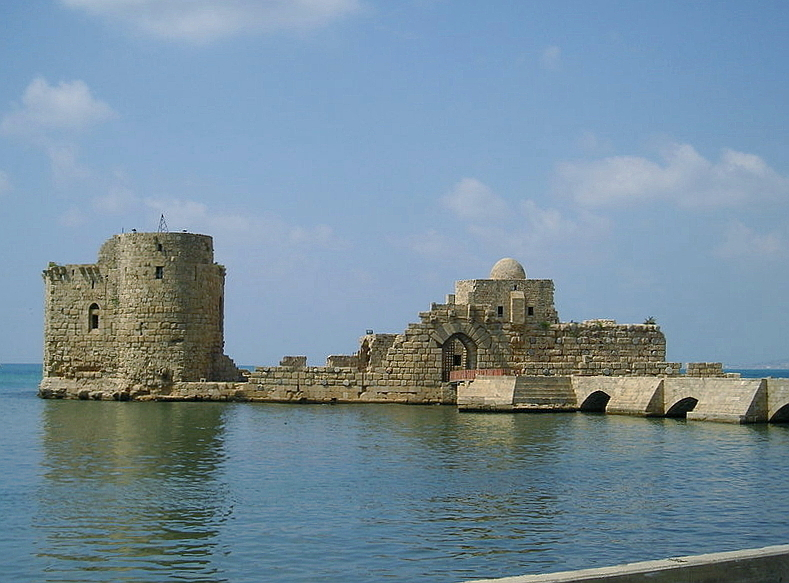
Sidon Sea Castle